# Адольф Гітлер та вегетаріанство

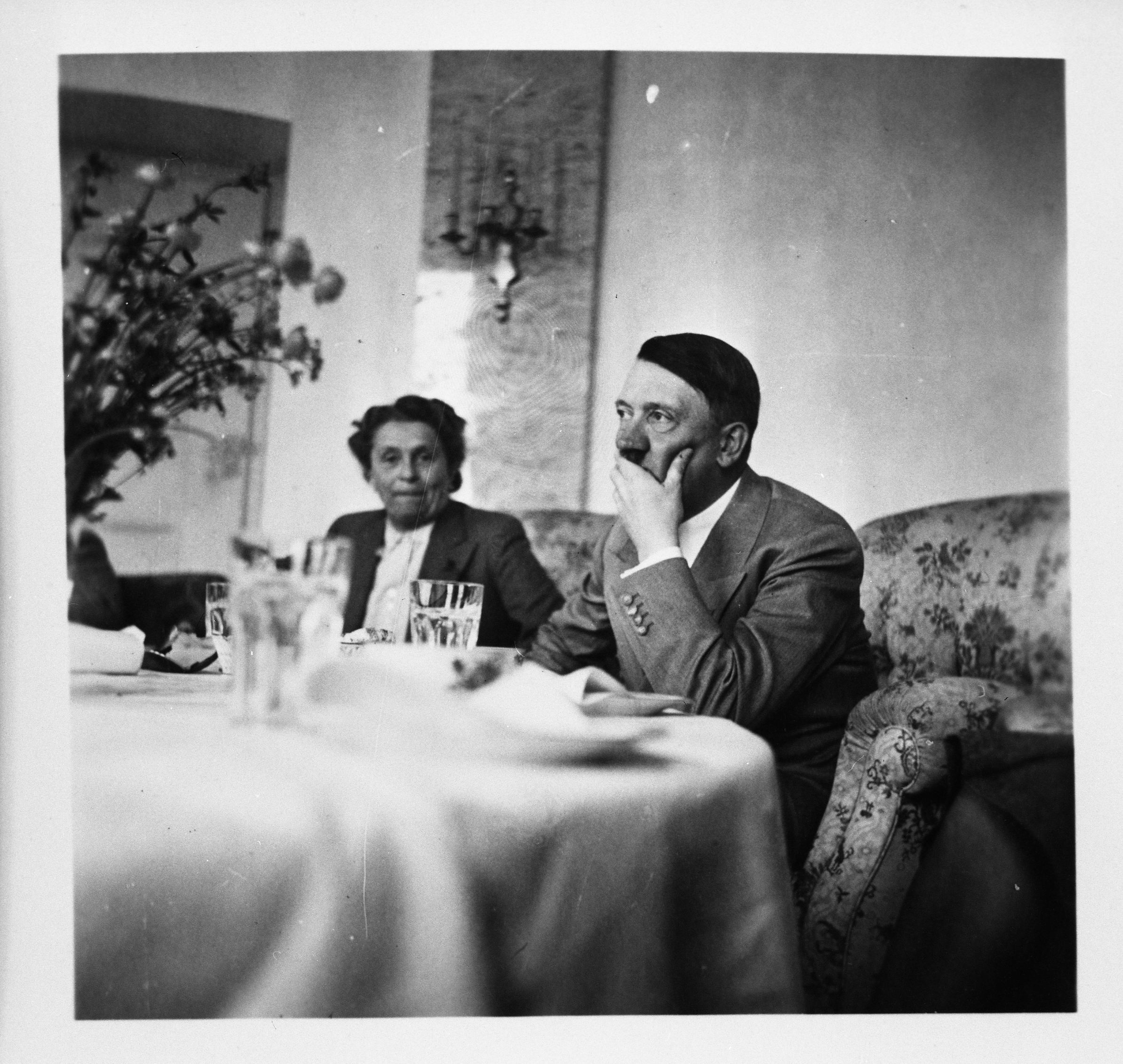
Адольф Гітлер за обіднім столом

Наприкінці свого життя Адольф Гітлер (1889-1945) дотримувався вегетаріанської дієти. Невідомо, коли і чому він перейшов на неї, оскільки деякі свідчення про його харчові звички до Другої світової війни вказують на те, що він споживав м'ясо ще в 1937 році. У 1938 році лікарі Гітлера перевели його на безм'ясну дієту, що сприяло формуванню його публічного іміджу вегетаріанця, а з 1942 року він сам ідентифікував себе як вегетаріанець. Особисті свідчення людей, які знали Гітлера і були знайомі з його дієтою, вказують на те, що в цей період він не вживав м'яса як частину свого раціону, оскільки кілька свідків-сучасників, таких як Альберт Шпеер (у своїх мемуарах «Всередині Третього Райху»), відзначали, що Гітлер використовував яскраві й жахливі описи страждань та забою тварин за обіднім столом, намагаючись відрадити своїх колег від вживання м'яса. Дослідження фрагмента черепа Гітлера, проведене французькими вченими у 2018 році, не виявило слідів м'ясних волокон у зубному камені на зубах Гітлера.
Деякі сучасні дослідження припускають, що вегетаріанство Гітлера могло бути зумовлене станом здоров'я через історичні теорії Ріхарда Вагнера або навіть психологічною реакцією на смерть його племінниці, а не прихильністю до захисту тварин. На противагу цьому, деякі джерела стверджують, що Гітлер був вегетаріанцем через свою стурбованість стражданнями тварин, зазначаючи, що його часто засмучували картини жорстокості та страждань тварин, та що він був противником вівісекцій.

## Сучасні записи
У статті 1937 року The New York Times зазначала: «Добре відомо, що Гітлер - вегетаріанець, не п'є і не курить. Обід і вечеря складаються здебільшого з супу, яєць, овочів і мінеральної води, хоча він іноді ласує шматочком шинки і полегшує нудьгу від своєї дієти такими делікатесами, як ікра...». У листопаді 1938 року в статті для англійського журналу «Homes & Gardens», в якій описувалась гірська резиденція Гітлера «Берґгоф», зазначалося, що крім того, що Гітлер був непитущим і некурящим, він був ще й вегетаріанцем. Ігнатій Файр писав: «За столом Гітлер був вегетаріанцем протягом усього життя, а на його присадибній ділянці готували різноманітні і багаті на продукти страви. Навіть у своїй безм'ясній дієті Гітлер є чимось на кшталт гурмана - як з подивом відзначили сер Джон Саймон та Ентоні Іден, коли обідали із ним у канцелярії в Берліні. Його баварський шеф-кухар, пан Канненберг, вигадує вражаючий асортимент вегетаріанських страв, пікантних і насичених, приємних як для ока, так і для смаку, і всі вони відповідають дієтичним стандартам, яких вимагає Гітлер».

Згідно зі стенографічними записами розмов між Гітлером та його найближчим оточенням, які відбувалися між липнем 1941 року та листопадом 1944 року, перекладеними Г'ю Тревором-Рупером, Гітлер вважав себе вегетаріанцем. Ці розмови були зібрані разом під назвою «Застільні бесіди Гітлера». Письмові нотатки, зроблені в той час, були транскрибовані, а потім відредаговані Мартіном Борманом. Згідно з цими записами, датованими 11 листопада 1941 року, Гітлер сказав: «Можна шкодувати, що ми живемо в період, коли неможливо скласти уявлення про те, якого вигляду набуде світ майбутнього. Але є одна річ, яку я можу передбачити для тих, хто їсть м'ясо: світ майбутнього буде вегетаріанським». 12 січня 1942 року він сказав: «Єдине, на що я буду нездатний, - це ділитися з ними бараниною шейхів. Я вегетаріанець, і вони повинні позбавити мене свого м'яса». У щоденниковому записі від 26 квітня 1942 року Йозеф Геббельс описав Гітлера як переконаного вегетаріанця, написавши 
Велику частину нашої розмови Фюрер присвятив вегетаріанському харчуванню. Він більше, ніж будь-коли, вважає, що м'ясоїдство шкідливе для людства. Звичайно, він знає, що під час війни ми не можемо повністю порушити нашу харчову систему. Однак після війни він має намір зайнятися і цією проблемою. Можливо, він має рацію. Безумовно, аргументи, які він наводить на користь своєї позиції, є дуже переконливими.
У своїх застільних бесідах 25 квітня 1942 року опівдні Гітлер порушив питання вегетаріанства і розповів про римських солдатів, які харчувалися фруктами і злаками, а також про важливість сирих овочів. Він робив акцент на наукових аргументах, таких як спостереження натуралістів та ефективність хімічних речовин. Єва Браун любила черепаховий суп, і записи з допиту особистих помічників Гітлера про його розпорядок дня в 1944 році свідчать, що після півночі вона «розпоряджалася, щоб був ще один легкий перекус з черепахового супу, бутербродів і сосисок».

## Особисті свідчення та розповіді з інших джерел
Усі свідчення людей, знайомих з дієтою Гітлера, починаючи з 1942 року, сходяться на тому, що Гітлер дотримувався вегетаріанської дієти, але свідчення про його раціон до Другої світової війни суперечливі в цьому відношенні, адже деякі з них стверджують, що він їв м'ясо. Діоне Лукас, шеф-кухар гамбурзького готелю, якому Гітлер покровительствував до війни, стверджувала, що її фаршировані перепілки були його улюбленою стравою. За словами Ільзи Гесс (дружини Рудольфа Гесса), у 1937 році Гітлер перестав їсти м'ясо, за винятком леберкнеделя (печінкових кнедликів). У своїх спогадах Рохус Міш (який служив охоронцем Гітлера з 1940 року) стверджує, що під час поїздки потягом у 1941 році він «єдиний раз за п'ять років, що я був з ним, бачив, як Гітлер їсть м'ясо». Марго Вьольк, що стала його мимовільним дегустатором у 1942 році, заявила, що вся їжа, яку вона куштувала для Гітлера, була вегетаріанською, і вона не пам'ятає жодного м'яса чи риби. Це твердження було підтверджено у 2017 році, коли федеральна служба безпеки росії надала дозвіл групі французьких вчених на проведення дослідження кісток Гітлера. Аналіз відкладень зубного каменю, знайдених на зубах і протезах фюрера, не виявив слідів м'ясних волокон. З інтерв'ю судово-медичного патологоанатома Філіпа Шарльє, який керував дослідженням, агентство Франс Прес повідомило, що аналіз хворих зубів Гітлера і численних зубних протезів виявив білі відкладення зубного каменю і відсутність слідів м'ясних волокон, а також те, що диктатор все ж був вегетаріанцем.
Траудль Юнґе, що стала секретарем Гітлера в 1942 році, повідомляла, що той «завжди уникав м'яса», але його австрійський кухар Крюмель іноді додавав до його страв трохи тваринного бульйону або жиру. «Зазвичай фюрер помічав спробу обману, дуже дратувався, а потім у нього починав боліти живіт, - розповідав Юнґе. «Врешті-решт він дозволяв Крюмелю готувати йому лише прозорий суп і картопляне пюре». Крім того, Марлен фон Екснер, яка стала дієтологом Гітлера в 1943 році, як повідомляється, додавала кістковий мозок в його супи без його відома, оскільки «зневажала» його вегетаріанську дієту.
Хоча Гітлер й дотримувався вегетаріанської дієти в цей період, його лікар Теодор Морелль з 1936 року і до смерті Гітлера в 1945 році призначав йому багато нетрадиційних ліків, які містили побічні продукти тваринного походження. До них належали гліконорм (ін'єкційний препарат, що містив серцевий м'яз, наднирники, печінку та підшлункову залозу), плацента, бичачий тестостерон, а також екстракти сім'яних пухирців і простати. У той час екстракти з тваринних залоз вважалися «еліксирами молодості», але невідомо, чи Гітлер вимагав їх, чи сліпо приймав.

## Аналіз

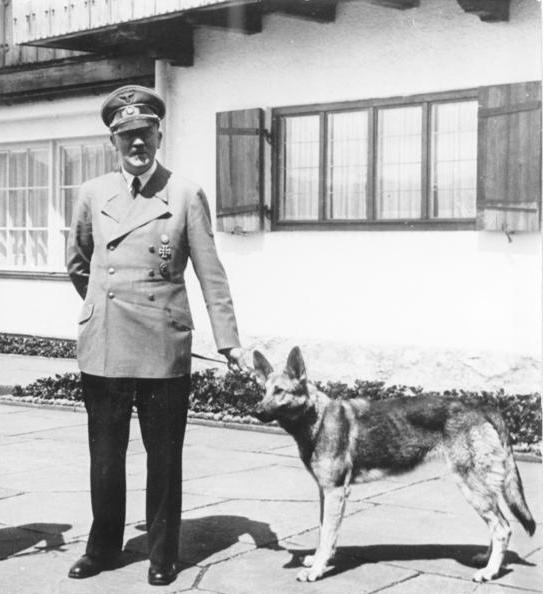
Гітлер зі своєю німецькою вівчаркою Блонді

До Другої світової війни існує багато свідчень про те, що Гітлер їв м'ясо (в тому числі фаршированих перепелів і баварські ковбаски) та ікру. За словами Ільзи Гесс, у 1937 році Гітлер перестав їсти будь-яке м'ясо, окрім печінкових кнедликів, що, на думку д-ра Калехофського, «узгоджується з іншими описами дієти Гітлера, яка завжди включала в себе ту чи іншу форму м'яса, чи то шинка, сосиски або печінкові кнедлики». Коментарі пані Гесс також підтверджуються кількома біографіями про Гітлера: Фріц Редліх зазначає, що Гітлер «уникав будь-якого виду м'яса, за винятком австрійської страви, яку він любив, - леберкнедля». Томас Фукс погоджується з ним, зазначаючи, що «типовий щоденний раціон включав яйця, приготовані будь-якими способами, спагетті, печену картоплю з сиром, вівсянку, тушковані фрукти та овочеві пудинги. М'ясо не було повністю виключено. Гітлер продовжував їсти улюблену страву - «Leberklösse» (пельмені з печінки)».
Дехто вважає, що твердження про те, що Гітлер був вегетаріанцем, не відповідають дійсності і були вигадані лише для його іміджу. Англійський історичний біограф Роберт Пейн у своїй книзі «Життя і смерть Адольфа Гітлера» вважав, що дієта Гітлера була аскетичною і навмисно підтримувалася міністром пропаганди Йозефом Геббельсом, щоб підкреслити самоконтроль Гітлера і його повну відданість Німеччині. Рінн Беррі - вегетаріанський активіст та авторк історії вегетаріанства - підтримав думку про те, що вегетаріанство Гітлера було «маркетинговою схемою, вигаданою нацистськими пропагандистами», які хотіли створити краще сприйняття Гітлера в суспільстві, і було зумовлене здебільшого станом здоров'я, а не моральними міркуваннями (відзначаючи його любов до пельменів з печінки), і дійшов висновку, що «Гітлер жодним чином не був етичним вегетаріанцем». У 1997 році Вольфганг Фреліх, заперечувач Голокосту і колишній член районної ради від Партії Свободи, стверджував, що улюбленою їжею Гітлера були Eiernockerl, або яєчні галушки.
Однак наявні дані свідчать про те, що Гітлер, який також був противником вівісекції, можливо, дотримувався своєї селективної дієти з причини глибокої турботи про тварин, що випливає з його особистої поведінки. На світських заходах він іноді демонстрував наочні картини вбивства тварин, намагаючись змусити гостей, які приходили на його обід, відмовитися від м'яса. У серіалі BBC «Нацисти: Попередження від історії», очевидець розповідає про те, як Гітлер дивився фільми (що він робив дуже часто). Якщо в якійсь сцені (навіть вигаданій) показували жорстоке поводження з твариною або її смерть, Гітлер заплющував очі і відвертався, доки хтось не попереджав його, що сцена закінчилася. 
Нещодавно вчені, серед яких Алан Буллок, Арнольд Алуке, Клінтон Сандерс і Роберт Проктер, заявили, що Гітлер - принаймні під час війни - дотримувався вегетаріанської дієти. Лікарі посадили Гітлера на безм'ясну дієту в 1938 році через погіршення його стану здоров'я, але його інтерес до вегетаріанства передував цьому і, можливо, мав ідеологічне або психологічне підґрунтя. Психоаналітик Еріх Фромм припускав, що вегетаріанство Гітлера насправді було засобом спокутування провини, яку він відчував за самогубство своєї зведеної племінниці і коханки Ґелі Раубаль, а також засобом довести собі та іншим, що він не здатний вбивати. 

Існує також теорія, що дієта Гітлера могла ґрунтуватися на історичних теоріях Ріхарда Вагнера, який пов'язував майбутнє Німеччини з вегетаріанством. У книзі «Розум Адольфа Гітлера» психолога Вальтера Лангера автор висловлює свої припущення: 
Якщо він (Гітлер) не їсть м'яса, не п'є алкогольних напоїв і не курить, то це не тому, що у нього є якісь заборони або він робить це тому, що вірить, що це покращить його здоров'я. Він утримується від цього, тому що наслідує приклад великого німця Ріхарда Вагнера, або тому, що виявив, що це збільшує його енергію і витривалість до такої міри, що він може віддати набагато більше себе для створення нового Німецького Райху.
Дослідники Арнольд Арлюк і Борія Сакс у статті, опублікованій в журналі Anthrozoös, дійшли висновку, що турбота про тварин і відданість домашнім улюбленцям, яку демонстрували Гітлер і багато видатних нацистів, була зумовлена тим, що «тварини вважалися «доброчесними», «невинними» і втілювали ідеальні якості, відсутні в більшості людей. Дійсно, полювання на тварин чи їхнє поїдання вже само по собі було оскверненням, ознакою «занепаду» та збочення. З іншого боку, на людей дивилися з «презирством», «страхом» та «розчаруванням».
Незважаючи на плани Гітлера привести Німеччину до вегетаріанства після війни, деякі автори ставлять під сумнів прихильність Гітлера до вегетаріанства через нацистську заборону вегетаріанських товариств і переслідування їхніх лідерів. Однак заборона ненацистських організацій була широкомасштабною: всі опозиційні політичні партії були заборонені, незалежні профспілки були замінені нацистськими еквівалентами, а неурядові організації та об'єднання - від жіночих груп до кінематографічних товариств - були або розпущені, або інкорпоровані в нові організації, що перебували під контролем нацистського керівництва. Нацистський режим також запровадив безпрецедентні на той час закони про захист тварин.